# Michail Panschin
Michail Wiktorowitsch Panschin (russisch Михаил Викторович Паньшин; * 2. Mai 1983 in Tscherepowez, Russische SFSR) ist ein ehemaliger russisch-kasachischer Eishockeyspieler, der zuletzt bis 2017 beim HK Beibarys Atyrau in der kasachischen Meisterschaft spielte.

## Karriere
Michail Panschin begann seine Karriere bei Sewerstal Tscherepowez in seiner russischen Heimatstadt, für dessen zweite Mannschaft er bereits als 16-Jähriger in der dritten russischen Liga, der Perwaja Liga, spielte. In den Folgejahren spielte er für unterschiedlichste russische Verein, vor allem in der Wysschaja Liga, der zweithöchsten russischen Spielklasse, und der Perwaja Liga. Er spielte aber auch 16 Spiele in der Superliga, der bis 2008 höchsten russischen Spielklasse, und stand für Chimik Woskressensk vier Spiele in der neu geschaffenen Kontinentalen Hockey-Liga auf dem Eis. 2009 wechselte er nach Kasachstan, wo er 2011 und 2012 mit dem HK Beibarys Atyrau und 2013 mit dem HK Ertis Pawlodar den kasachischen Meistertitel errang. 2010, 2011 und 2012 war er jeweils Topscorer der kasachischen Meisterschaft, 2010 und 2012 auch Torschützenkönig und 2012 wurde er zum besten Stürmer der Liga gewählt. Nach diesen Erfolgen verpflichtete ihn 2014 Barys Astana, für das er weitere 17 Hauptrundenspiele und ein Playoffspiel in der KHL absolvierte und parallel bei der zweiten Mannschaft Nomad zum Einsatz kam. Nachdem er die Spielzeit 2014/15 beim kasachischen Wysschaja Hockey-Liga-Klub HK Saryarka Karaganda verbracht hatte, kehrte er 2015 per Try-Out nach Astana zurück. 2016 wechselte er dann erneut zum HK Beibarys Atyrau, wo er 2017 seine Karriere beendete.

### International
Für Kasachstan stand Panschin erstmals bei der Weltmeisterschaft 2014 in der Top-Division im Kader, wo jedoch die Klasse nicht gehalten werden konnte, so spielte er 2015 in der Division I und erreichte umgehend den Wiederaufstieg, so dass er bei der Weltmeisterschaft 2016 erneut in der Top-Division spielte.

## Erfolge und Auszeichnungen
- 2011 Kasachischer Meister mit dem HK Beibarys Atyrau
- 2012 Kasachischer Meister mit dem HK Beibarys Atyrau
- 2013 Kasachischer Meister mit dem HK Ertis Pawlodar
- 2015 Aufstieg in die Top-Division bei der Weltmeisterschaft der Division I, Gruppe A

## Statistik
(Stand: Ende der Saison 2015/16)